# Marie Davidian
Pour les articles homonymes, voir Davidian.
Marie Davidian est une biostatisticienne américaine connue pour ses travaux en analyse de données longitudinales et en médecine de précision (en), professeure émérite "J. Stuart Hunter" de statistiques à l'université d'État de Caroline du Nord. Elle est présidente de la Société américaine de statistique en 2013,.

## Formation et carrière
Marie Davidian est née à Washington. Elle fait ses études de premier cycle à l'université de Virginie, d'abord en génie mécanique, puis elle bifurque vers les mathématiques appliquées après avoir assisté aux cours de  statistiques du professeur  David P. Harrington.
Elle obtient son doctorat en 1986 à l'université de Caroline du Nord à Chapel Hill, sous la direction de Raymond J. Carroll (en), avec une thèse intitulée Variance Function Estimation in Heteroscedastic Regression Models.
Elle rejoint la faculté d'État de Caroline du Nord en 1987 et elle occupe également un poste de professeur à l'université Duke.

## Livres
Marie Davidian est l'autrice de Nonlinear Models for Repeated Measurement Data (avec D. M. Giltinan, CRC Press, 1995) et l'éditrice de Longitudinal Data Analysis(avec Fitzmaurice, Verbeke et Molenberghs, CRC Press 2008),
.

## Prix et distinctions
Marie Davidian est boursière de la Société américaine de statistique, de l'Institut de statistique mathématique et de l'Association américaine pour l'avancement des sciences, et elle est membre élue de l'Institut international de statistique.
Elle est lauréate en 2007 du prix Janet L. Norwood nommée pour des réalisations exceptionnelles par une femme en sciences statistiques, puis lauréate en 2009 du prix Snedecor « pour ses contributions fondamentales à la théorie et à la méthodologie des données longitudinales, en particulier les modèles non-linéaires à effets mixtes ; pour son importante contribution à l'analyse des essais cliniques et des études d'observation, ainsi que pour son leadership en tant que présidente d'ENAR[pas clair], en tant qu'éditrice, et en tant que membre du conseil de l'International Biometric Society »,. Elle reçoit en 2011 le prix Florence Nightingale David « pour son importante contribution au développement de méthodes pour l'analyse des données à partir d'études longitudinales et d'essais cliniques et pour son leadership exceptionnel et son dévouement à la profession statistique ».
Elle a été nommée professeur émérite "Hunter" en 2017, après avoir occupé la chaire "William Neal Reynolds" depuis 2005.